# 托坎廷斯河畔帕拉伊苏
托坎廷斯河畔帕拉伊苏是巴西托坎廷斯州的一个市镇。总面积1331.2平方公里，总人口40290人，人口密度30.3人/平方公里。